# Mykola Polischtschuk

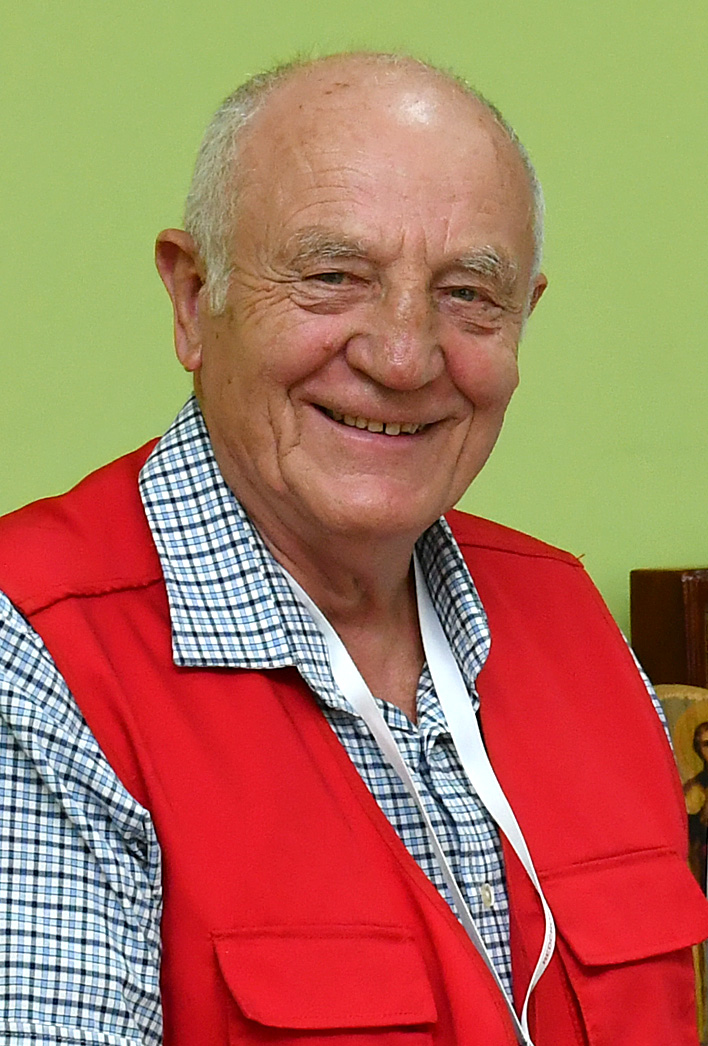
Mykola Polischtschuk 2014

Mykola Jefremowytsch Polischtschuk (ukrainisch Микола Єфремович Поліщук; * 2. Mai 1944 in Lypjatyn (Лип'ятин), Rajon Chmilnyk, Oblast Winnyzja, Ukrainische SSR) ist ein ukrainischer Mediziner und Politiker.

## Leben
Polischtschuk schloss sein Studium zum Arzt Ende 1969 an der die medizinische Fakultät der Universität Uschhorod ab und studierte von 1972 bis 1974 am Kiewer Forschungsinstitut für Neurochirurgie. Der Spezialist der Traumatologie ist seit 1986 Doktor der medizinischen Wissenschaften und seit 1991 Professor. Von 1985 bis 2002 war Mykola Polischtschuk Direktor der Neurochirurgischen Notfallklinik und Chef der Verwaltung des Neurochirurgischen Gesundheitswesens in Kiew. Seit 1993 leitet er die Abteilung für Neurochirurgie an der Kiewer Medizinischen Akademie für Weiterbildung P. L. Schupyk. Am 8. April 1997 wurde er zum korrespondierenden Mitglied der nationalen Akademie der medizinischen Wissenschaften der Ukraine gewählt.
Polischtschuk verfasste mehr als 500 wissenschaftliche Werke, darunter 27 Monographien über Neurotraumatologie, Notfall-Neurochirurgie, Wirbelsäulen- und Rückenmarkerkrankungen und andere.
Von 2002 bis 2005 war Polischtschuk Abgeordneter der Werchowna Rada und dort Mitglied der Fraktion Unsere Ukraine sowie Vorsitzender des Ausschusses für Gesundheitsschutz, Mutterschaft und Kindheit. Des Weiteren war er vom 4. Februar bis zum 27. September 2005 im ersten Kabinett von Julija Tymoschenko Gesundheitsminister der Ukraine und vom September 2006 bis März 2010 Berater des Präsidenten der Ukraine Wiktor Juschtschenko.

## Ehrungen
- ukrainischer Verdienstorden 3. Klasse[1]
- Orden des Fürsten Jaroslaw des Weisen 5. Klasse[1]
- 2005 Ehrenbürger der Stadt Kiew[4]